# TLE
TLE (аббр. от англ. two-line element set, двухстрочный набор элементов) — двухстрочный формат данных, представляющий собой набор элементов орбиты для спутника Земли.
Формат TLE был определен группировкой NORAD и, соответственно, используется в NORAD, NASA и других системах, которые используют данные группировки NORAD для определения положения интересующих космических объектов.
Модель SGP4/SDP4/SDP8 может использовать формат TLE для вычисления точного положения спутника в определенное время.
Орбитальные элементы определяются для многих тысяч космических объектов из базы данных NORAD и свободно распространяются для дальнейшего использования в Интернете. TLE всегда состоит из двух строк форматированного текста. Кроме того, им может предшествовать строка с названием объекта.

## Формат данных
Ниже приведен пример TLE для одного из модулей Международной космической станции, обычно считающихся элементами станции.
```
ISS (ZARYA)             
1 25544U 98067A   08264.51782528 -.00002182  00000-0 -11606-4 0  2927
2 25544  51.6416 247.4627 0006703 130.5360 325.0288 15.72125391563537
```

Эти данные расшифровываются следующим образом:
Заголовок (необязательная строка)
| Номер | Положение | Содержание       | Пример      |
| ----- | --------- | ---------------- | ----------- |
| 1     | 01-24     | Название объекта | ISS (ZARYA) |

Строка 1 (обязательная)
| Номер | Положение | Содержание | Пример       |
| ----- | --------- | --- | ------------ |
| 1     | 01-01     | Номер строки | 1            |
| 2     | 03-07     | Номер спутника в базе данных NORAD | 25544        |
| 3     | 08-08     | Классификация (U=Unclassified — не секретный)                                                                                               | U            |
| 4     | 10-11     | Международное обозначение (последние две цифры года запуска)                                                                                | 98           |
| 5     | 12-14     | Международное обозначение (номер запуска в этом году)                                                                                       | 067          |
| 6     | 15-17     | Международное обозначение (часть запуска)                                                                                                   | A            |
| 7     | 19-20     | Год эпохи (последние две цифры) | 08           |
| 8     | 21-32     | Время эпохи (целая часть — номер дня в году, дробная — часть дня)                                                                           | 264.51782528 |
| 9     | 34-43     | Первая производная от среднего движения (ускорение), делённая на два [виток/день^2]                                                         | -.00002182   |
| 10    | 45-52     | Вторая производная от среднего движения, делённая на шесть (подразумевается, что число начинается с десятичного разделителя) [виток/день^3] | 00000-0      |
| 11    | 54-61     | Коэффициент торможения B* (подразумевается, что число начинается с десятичного разделителя)                                                 | -11606-4     |
| 12    | 63-63     | Изначально — типы эфемерид, сейчас — всегда число 0                                                                                         | 0            |
| 13    | 65-68     | Номер (версия) элемента | 292          |
| 14    | 69-69     | Контрольная сумма по модулю 10 | 7            |

Строка 2 (обязательная)
| Номер | Положение | Содержание                                                                       | Пример      |
| ----- | --------- | -------------------------------------------------------------------------------- | ----------- |
| 1     | 01-01     | Номер строки                                                                     | 2           |
| 2     | 03-07     | Номер спутника в базе данных NORAD                                               | 25544       |
| 3     | 09-16     | Наклонение в градусах                                                            | 51.6416     |
| 4     | 18-25     | Долгота восходящего узла в градусах                                              | 247.4627    |
| 5     | 27-33     | Эксцентриситет (подразумевается, что число начинается с десятичного разделителя) | 0006703     |
| 6     | 35-42     | Аргумент перицентра в градусах                                                   | 130.5360    |
| 7     | 44-51     | Средняя аномалия в градусах                                                      | 325.0288    |
| 8     | 53-63     | Частота обращения (оборотов в день) (среднее движение) [виток/день]              | 15.72125391 |
| 9     | 64-68     | Номер витка на момент эпохи                                                      | 56353       |
| 10    | 69-69     | Контрольная сумма по модулю 10                                                   | 7           |

Контрольная сумма строк вычисляется путём сложения значащих цифр в строке. Для каждого знака «минус» (-) в строке к сумме добавляется 1. Все остальные символы игнорируются. В получившейся сумме берется последняя цифра.
Следует также помнить, что приведённые NORAD в двустрочных элементах аргумент перигея, наклонение и другие классические Кеплеровы элементы вычисляются при помощи усреднения в рамках специфической модели  SGP4 или SDP4  и не являются Кеплеровыми элементами оскулирующей орбиты.
Значения из TLE не могут напрямую сравниваться с орбитальными элементами, полученными в рамках иной модели, или использоваться в другой модели для предсказания траекторий.